# 蟲形陳氏介
蟲形陳氏介（学名：Tanella vermicularia）为細花介科陳氏介屬下的一个种。